# Lycosa patagonica
Espèce
Lycosa patagonica est une espèce d'araignées aranéomorphes de la famille des Lycosidae.

## Répartition
Cette espèce est pour le moment à considérer comme endémique du Chili, même s'il est probable qu'on puisse la trouver dans toute la Patagonie.

## Description
Lycosa patagonica mesure entre 7,5 et 11,5 mm. Le céphalothorax est noirâtre, l'abdomen un peu plus clair et avec des tâches jaunâtres.

## Systématique et taxinomie
L'espèce est décrite en 1886 par Eugène Simon.

## Publication originale
- E. Simon, « Arachnides recueillis en 1882-1883 dans la Patagonie méridionale, de Santa Cruz à Punta Arena, par M. E. Lebrun, attaché comme naturaliste à la Mission du passage de Vénus », Bulletin de la Société Zoologique de France, vol. 11, no 4,‎ 1886, p. 558-577 (lire en ligne)